# علاء الدين سكندر شاه
علاء الدين سكندر شاه بن محمد شاه بن فيروز شاه ويشتهر باسم همايون خان. هو أحد سلاطين السلالة التغلقية حكام سلطنة دلهي. اعتلى عرش السلطنة خلفاً لوالده محمد شاه، وهو الابن الأوسط له. لم يمكث في السلطنة سوى شهراً وخمسة عشر يوماً إذ مرض وتوفي. وخلفه على العرش أخوه ناصر الدين محمود شاه.